# Jim Piggott Memorial Trophy
Die Jim Piggott Memorial Trophy ist eine Trophäe der Western Hockey League. Sie wird seit 1967 jährlich an den besten Rookie der Liga vergeben. Sie ist nach Jim Piggott benannt, dem Gründer des WHL-Franchises Saskatoon Blades. Der Sieger nimmt seit 1988 auch an der Wahl zum CHL Rookie of the Year teil.
Bis 1987 firmierte die Trophäe unter dem Namen Stewart „Butch“ Paul Memorial Trophy.

## Liste der Gewinner
- Jahr: Nennt das Jahr, in dem der Spieler die Jim Piggott Memorial Trophy gewonnen hat.
- Gewinner: Nennt den Namen des Gewinners.
- Team: Nennt das Franchise, für das der Spieler zum damaligen Zeitpunkt gespielt hat.

- Gelblich unterlegte Spieler wurden in dieser Saison auch als CHL Rookie of the Year ausgezeichnet.

| Jahr | Preisträger         | Team                   |
| ---- | ------------------- | ---------------------- |
| 2025 | Landon Dupont       | Everett Silvertips     |
| 2024 | Gavin McKenna       | Medicine Hat Tigers    |
| 2023 | Ryder Ritchie       | Prince Albert Raiders  |
| 2022 | Brayden Yager       | Moose Jaw Warriors     |
| 2021 | Connor Bedard       | Regina Pats            |
| 2020 | Dylan Guenther      | Edmonton Oil Kings     |
| 2019 | Brayden Tracey      | Moose Jaw Warriors     |
| 2018 | Dylan Cozens        | Lethbridge Hurricanes  |
| 2017 | Aleksi Heponiemi    | Swift Current Broncos  |
| 2016 | Matthew Phillips    | Victoria Royals        |
| 2015 | Nolan Patrick       | Brandon Wheat Kings    |
| 2014 | Nick Merkley        | Kelowna Rockets        |
| 2013 | Seth Jones          | Portland Winterhawks   |
| 2012 | Sam Reinhart        | Kootenay Ice           |
| 2011 | Matt Dumba          | Red Deer Rebels        |
| 2010 | Ryan Nugent-Hopkins | Red Deer Rebels        |
| 2009 | Brett Connolly      | Prince George Cougars  |
| 2008 | Brayden Schenn      | Brandon Wheat Kings    |
| 2007 | Kyle Beach          | Everett Silvertips     |
| 2006 | Peter Mueller       | Everett Silvertips     |
| 2005 | Tyler Plante        | Brandon Wheat Kings    |
| 2004 | Gilbert Brulé       | Vancouver Giants       |
| 2003 | Matt Ellison        | Red Deer Rebels        |
| 2002 | Braydon Coburn      | Portland Winter Hawks  |
| 2001 | Scottie Upshall     | Kamloops Blazers       |
| 2000 | Dan Blackburn       | Kootenay Ice           |
| 1999 | Pavel Brendl        | Calgary Hitmen         |
| 1998 | Marián Hossa        | Portland Winter Hawks  |
| 1997 | Donavon Nunweiler   | Moose Jaw Warriors     |
| 1996 | Chris Phillips      | Prince Albert Raiders  |
| 1995 | Todd Robinson       | Portland Winter Hawks  |
| 1994 | Wade Redden         | Brandon Wheat Kings    |
| 1993 | Jeff Friesen        | Regina Pats            |
| 1992 | Ashley Buckberger   | Swift Current Broncos  |
| 1991 | Donevan Hextall     | Prince Albert Raiders  |
| 1990 | Petr Nedvěd         | Seattle Thunderbirds   |
| 1989 | Wes Walz            | Lethbridge Hurricanes  |
| 1988 | Stu Barnes          | New Westminster Bruins |
| 1987 | Joe Sakic           | Swift Current Broncos  |
| 1987 | Dennis Holland      | Portland Winter Hawks  |
| 1986 | Neil Brady          | Medicine Hat Tigers    |
| 1986 | Ron Shudra          | Kamloops Blazers       |
| 1986 | Dave Waldie         | Portland Winter Hawks  |
| 1985 | Mark MacKay         | Moose Jaw Warriors     |
| 1984 | Cliff Ronning       | New Westminster Bruins |
| 1983 | Dan Hodgson         | Prince Albert Raiders  |
| 1982 | Dale Derkatch       | Regina Pats            |
| 1981 | Dave Michayluk      | Regina Pats            |
| 1980 | Grant Fuhr          | Victoria Cougars       |
| 1979 | Kelly Kisio         | Calgary Wranglers      |
| 1978 | Keith Brown         | Portland Winter Hawks  |
| 1978 | John Ogrodnick      | New Westminster Bruins |
| 1977 | Brian Propp         | Brandon Wheat Kings    |
| 1976 | Steve Tambellini    | Lethbridge Hurricanes  |
| 1975 | Don Murdoch         | Medicine Hat Tigers    |
| 1974 | Cam Connor          | Flin Flon Bombers      |
| 1973 | Rick Blight         | Brandon Wheat Kings    |
| 1972 | Dennis Sobchuk      | Regina Pats            |
| 1971 | Stan Weir           | Medicine Hat Tigers    |
| 1970 | Gene Carr           | Flin Flon Bombers      |
| 1969 | Ron Williams        | Edmonton Oil Kings     |
| 1968 | Ron Fairbrother     | Saskatoon Blades       |
| 1967 | Ron Garwasiuk       | Regina Pats            |

1. 1 2  WHL Eastern Conference
2. ↑  WHL Western Conference
3. 1 2  WHL Western Conference – Unentschieden
4. 1 2  Unentschieden